# グッド・ミュージック
グッド・ミュージック（GOOD Music、Get Out Our Dreams Music）とは、アメリカ合衆国ニューヨーク州ニューヨークシティに拠点を置く、ヒップホップ系レーベルの名称である。
2004年に、カニエ・ウエストが創設。Def Jam Recordingsの傘下であり、ビッグ・ショーンやキッド・カディなどの人気ラッパーの作品をリリースしてきた。

## 契約アーティスト
- Qティップ
- カニエ・ウエスト
- ジョン・レジェンド
- ハドソン・モホーク
- プシャ・T
- サイハイ・ザ・プリンス
- ディバンジ
- ティヤーナ・テイラー
- マリック・ユーセフ
- ミスター・ハドソン
- モス・デフ
- ビッグ・ショーン
- ドン・ジャジー
- ライアン・マクダーモット
- ケイシー・ヒル
- ハリウッド・ホルト
- デザイナー

## 元所属
- Sa-Ra（2005年–2007年）
- リアリー・ドゥ（2004年–2008年）
- GLC（2004年–2010年）
- ザ・ワールド・フェイマス・トニー・ウィリアムズ（2004年–2010年）
- コモン（2004年–2010年）
- コンシークエンス（2004年–2011年）
- キッド・カディ（2008年–2013年）